# Petelia albifrontaria
Petelia albifrontaria är en fjärilsart som beskrevs av John Henry Leech 1891. Petelia albifrontaria ingår i släktet Petelia och familjen mätare. Inga underarter finns listade i Catalogue of Life.